# Индианаполис
Индиана́полис (англ. Indianapolis: /ˌɪndiəˈnæpɵlɪs/), сокр. — И́нди (англ. Indy: /ˈɪndi/) — город на Среднем Западе США, административный центр и самый населённый город штата Индиана и округа Марион. Население в городской черте — 882 039 человек (2021, 15-й в США), в то время как в пределах агломерации проживают 2 091 019 человек (33-я по населению).

## История
До заселения территории белыми на ней обитали индейские племена майами и делаваров, но к началу 1820-х они были вытеснены на юго-запад. По наиболее распространённой гипотезе, первыми белыми поселенцами Индианаполиса стали в 1819 году Джордж Погу и Джон Маккормик.
Индианаполис был выбран в качестве новой столицы штата в 1820 году вместо Коридона, который был столицей с момента образования штата Индиана в 1816 году. Из всех столиц штатов Индианополис находится ближе всего к географическому центру своего штата. Именно центральное расположение и стало основной причиной выбора, наряду с предположением (ошибочным, как потом выяснилось), что Уайт-Ривер будет служить в качестве основной транспортной артерии штата. Впоследствии выяснилось, что на реке слишком много мелей для нормального судоходства. Иеремия Салливан, судья Верховного суда штата Индиана, придумал имя Индианаполис путём объединения названия Индиана с греческим словом полис, означающим «город». Индианаполис буквально означает «Город Индиана». Правительство штата назначило Александра Ральстона, известного архитектора шотландского происхождения, ответственным за строительство новой столицы. Ральстон был учеником французского архитектора Пьера л’Эфана, он помог л’Эфану разработать план строительства Вашингтона. Первоначальный план Ральстона для Индианаполиса был рассчитан на строительство города площадью всего в одну квадратную милю (3 км²), с центральной круглой площадью (Монументальный круг, или просто Круг), на которой позднее был возведен Монумент солдатам и морякам.

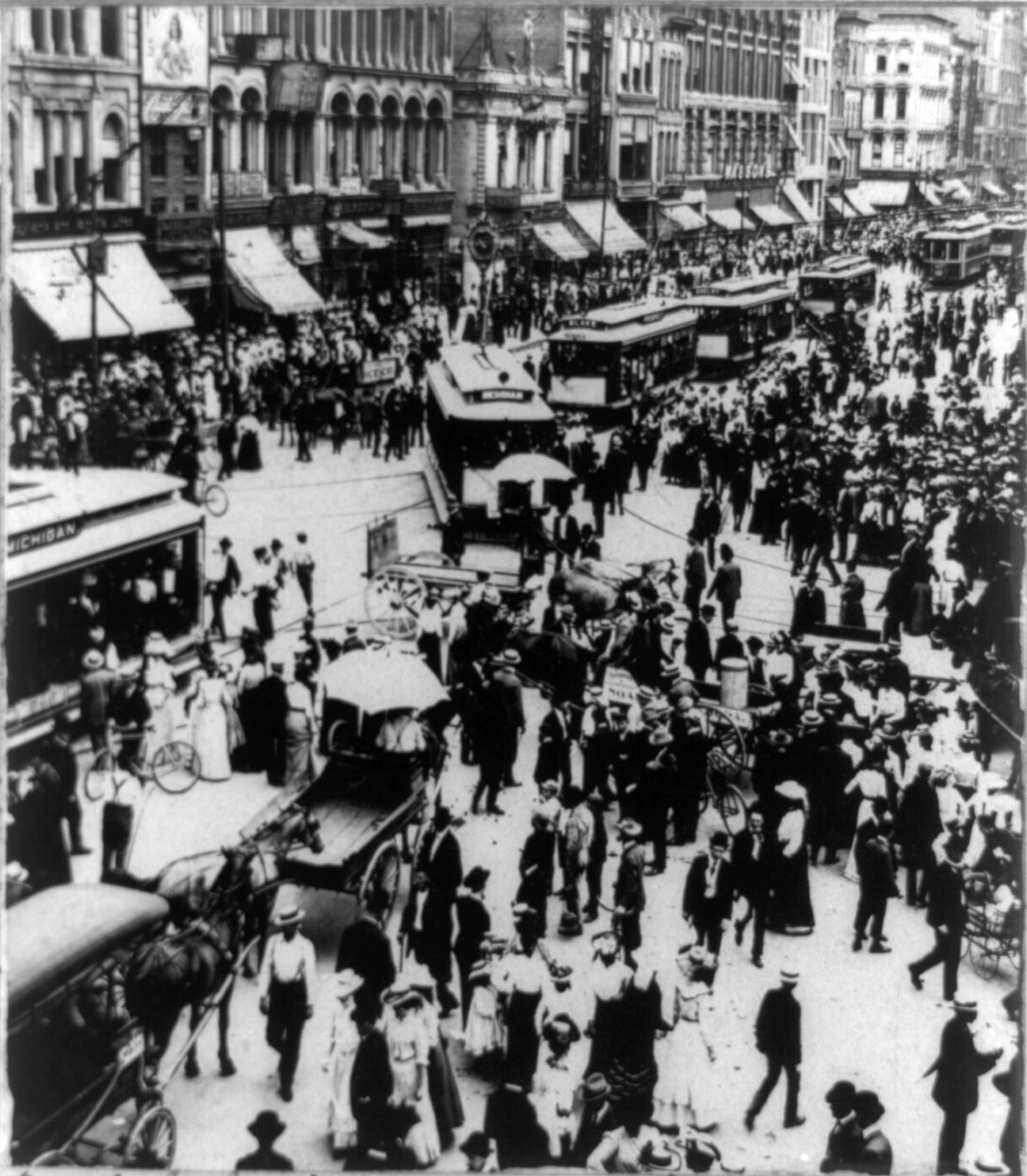
Центр города, 1904

Резкий толчок развитию города придало произошедшее 1 октября 1847 года открытие железнодорожного сообщения. На рубеже XX века Индианаполис стал крупным производителем автомобилей, конкурируя с Детройтом. Благодаря дорогам, ведущим из города во всех направлениях, Индианаполис стал крупным центром транспортной сети, соединяющей Чикаго, Луисвилл, Цинциннати, Колумбус, Детройт, Кливленд и Сент-Луис подтверждая статус столицы штата по прозвищу «Перекресток Америки». Эта же сеть дорог облегчила отток населения в пригороды в последующие годы.
Середина XX века ознаменовалась не только быстрым ростом населения города, но и значительным усилением напряжённости между белым и афроамериканским населением. Проводившаяся по всей стране политика десегрегации привела к фактическому бегству белого населения из районов со значительной долей афроамериканцев (доля белых снизилась с 80 % в 1970 году до 48 % в 2010) и образованию чёрных гетто, рассадников преступности и антисанитарии. Тем не менее, масштабных столкновений на расовой почве удалось избежать, и в настоящее время Индианаполис является одним из наименее сегрегированных крупных городов США (около 1/4 горожан живут в кварталах, где есть как чёрные, так и белые жители, что не типично для США). 

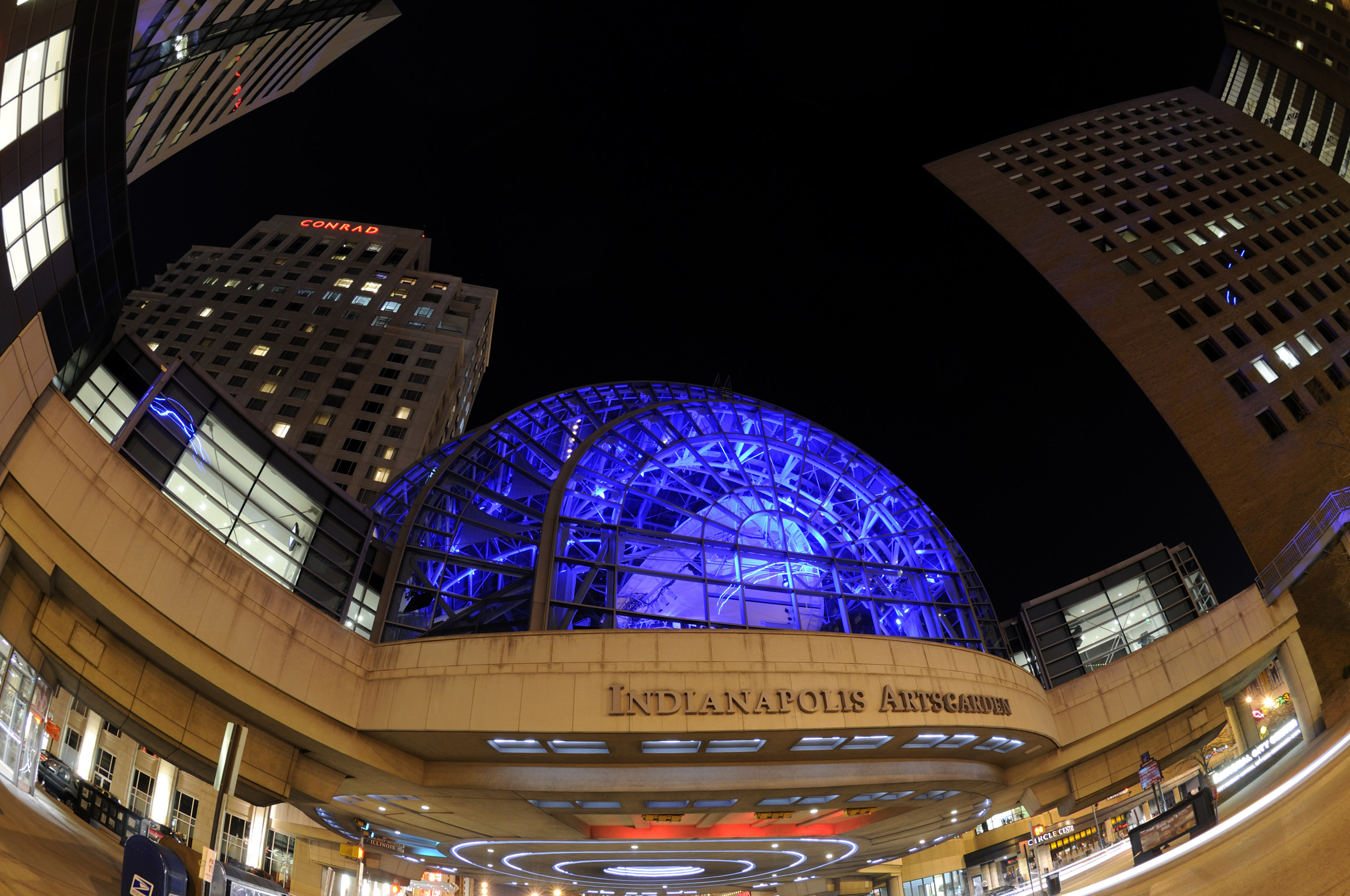
Дворец искусств в Индианаполисе, 1995

Лишь в середине 1990-х руководство города и штата приступили к реализации программы по возрождению центра города. Программа принесла значительный успех (например, восстановление района Фол-Крик), хотя уровень преступности в «чёрном» центре по-прежнему значительно превышает показатели «белых» пригородов, что сдерживает экономическое развитие.
Дважды (1970 и 1982) город был награждён премией «All-America City Award» (с англ. — «Всеамериканский город») присуждаемой Национальной гражданской лигой, которую неофициально называют «Нобелевской премией за конструктивное гражданство» и которая выдается за активную гражданскую позицию жителей некорпоративных сообществ Соединённых Штатов в жизни местного самоуправления. 
В 1987 году в городе состоялись Панамериканские игры.

## География

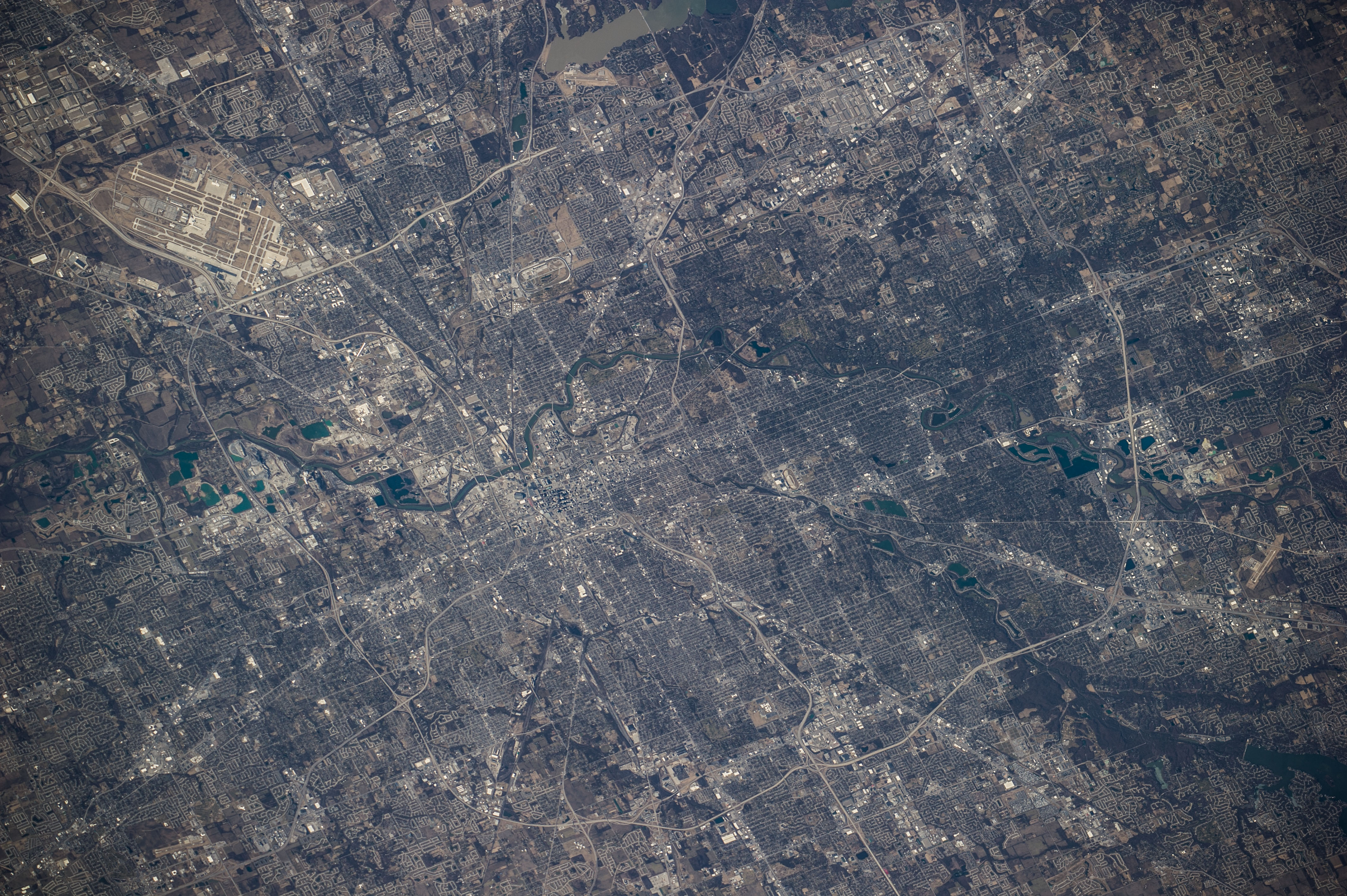
Спутниковое изображение Индианаполиса, 2013 год

### Общие сведения
Город расположен в центре Индианы на реке Уайт-Ривер, на высоте 218 метров над уровнем моря. Он занимает большую часть территории округа Марион (Marion County). Рельеф города преимущественно равнинный, есть несколько пологих холмов (максимальная высота — 257 метров над уровнем моря). Большинство местных правительственных органов и государственных учреждений Индианаполиса и округа Марион совмещено, то есть они отвечают за весь округ, за исключением небольших участков, занимаемых городками Бич-Гров, Лоренс, Саутпорт, и Спидуэй, известных как «excluded cities» то есть «исключенные (из состава Индианаполиса) города».

### Городской пейзаж
Панорамы Индианаполиса
Первым высотным зданием Индианаполиса стал Капитолий штата Индиана (78 м), построенный в 1888, а в 1898 был возведен Монумент солдатам и морякам (87 м). Благодаря действующему в те времена запрету на строительство зданий выше этого уровня, Монумент оставался самым высоким сооружением города до 1962, когда было открыто здание Управления городом-округом (113 м).
Самые высокие здания Индианаполиса
В 1970-е экономическая активность в центральном районе уменьшалась, поэтому в Даунтауне Индианаполиса почти не появлялись новые здания, но в 1980-е были разработаны планы по перераспределению деятельности в Даунтауне и окрестностях. Началось активное строительство новых небоскребов, изменивших панораму Индианаполиса.
Управление городом-округом следит за развитием соседств. Уже сейчас началось постепенное улучшение соседств, находящихся наиболее близко к Даунтауну.

## Климат

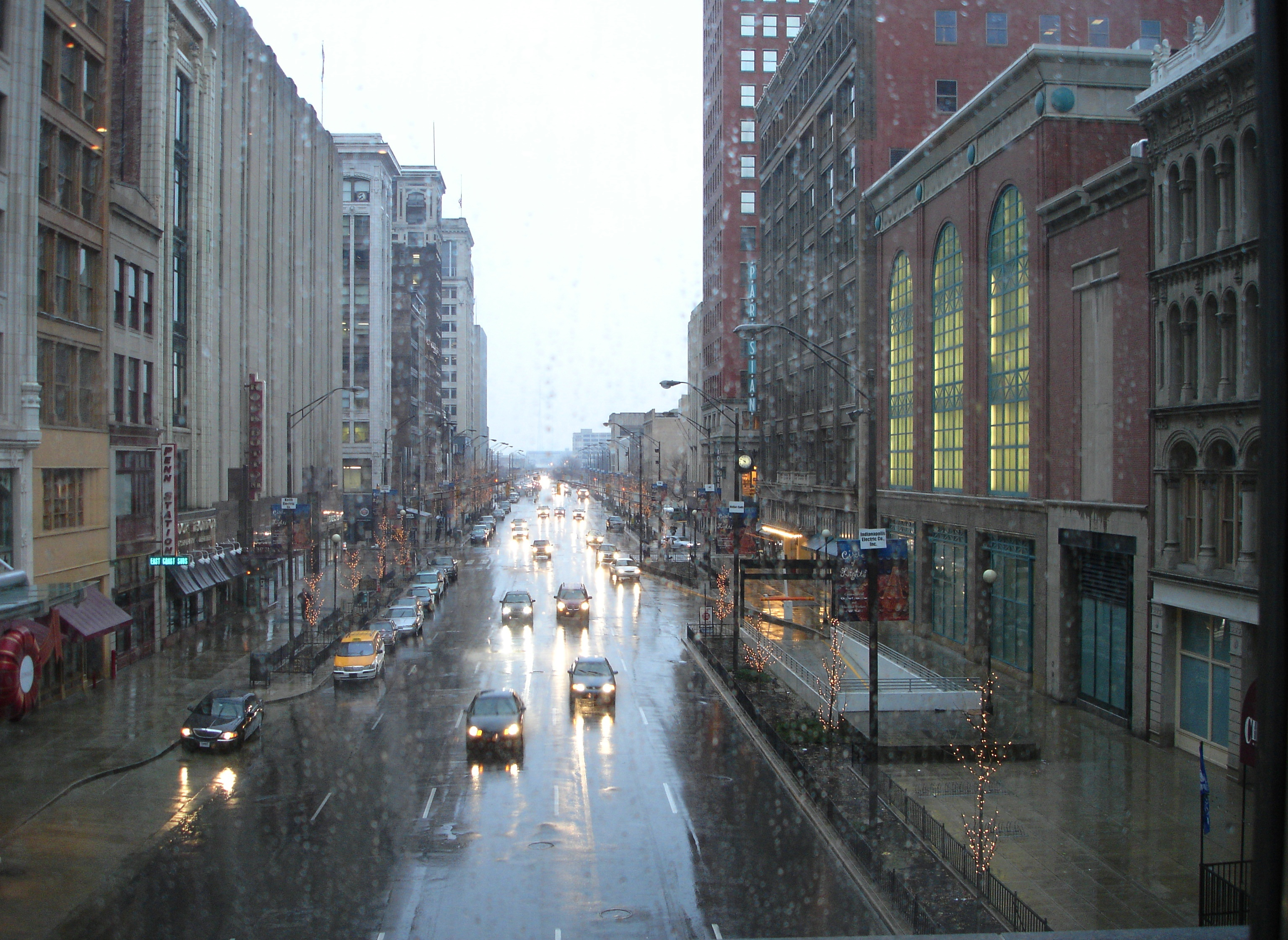
Дождливый день в Индианаполисе

Индианаполис лежит в зоне умеренно континентального климата, с жарким, дождливым летом, мягкими весной и осенью и холодной зимой. Отчётливо выраженный сухой сезон отсутствует, но в целом большая часть осадков выпадает в тёплое время года.

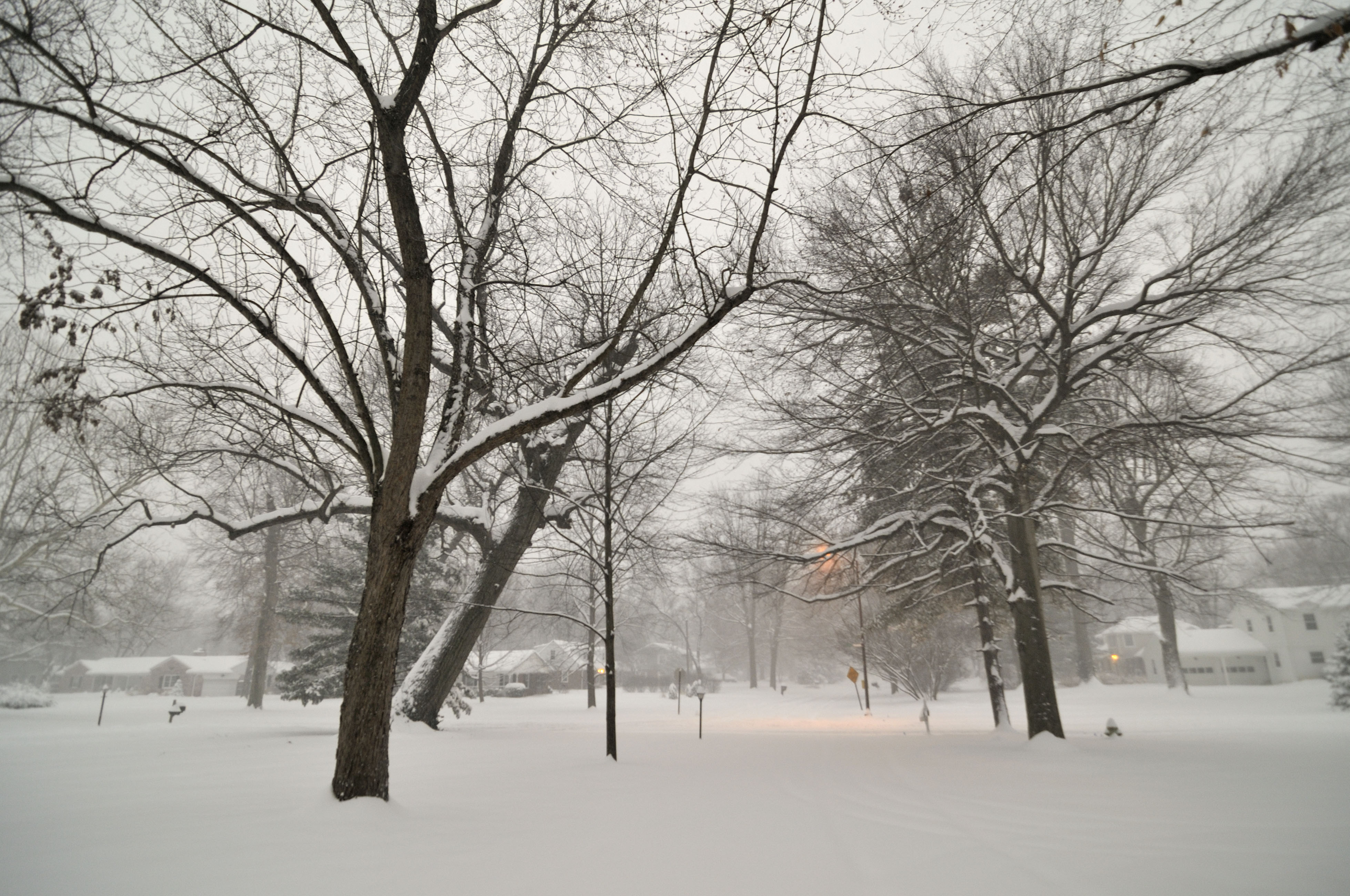
Снегопад в Индианаполисе

| Показатель                                                                | Янв.  | Фев.  | Март  | Апр.  | Май   | Июнь  | Июль  | Авг.  | Сен.  | Окт.  | Нояб. | Дек.  | Год  |
| ------------------------------------------------------------------------- | ----- | ----- | ----- | ----- | ----- | ----- | ----- | ----- | ----- | ----- | ----- | ----- | ---- |
| Абсолютный максимум, °C                                                   | 22    | 25    | 29    | 32    | 36    | 40    | 41    | 39    | 38    | 33    | 27    | 23    | 41   |
| Средний суточный максимум, °C                                             | 2,3   | 4,9   | 11,1  | 17,7  | 23,0  | 27,8  | 29,6  | 29,1  | 25,7  | 18,7  | 11,0  | 4,7   | 17,1 |
| Средняя температура, °C                                                   | −1,9  | 0,3   | 5,8   | 12,0  | 17,6  | 22,5  | 24,3  | 23,7  | 19,9  | 13,1  | 6,3   | 0,7   | 12,0 |
| Средний суточный минимум, °C                                              | −6,2  | −4,3  | 0,6   | 6,3   | 12,1  | 17,2  | 19,1  | 18,3  | 14,1  | 7,5   | 1,6   | −3,2  | 6,9  |
| Абсолютный минимум, °C                                                    | −33   | −29   | −22   | −8    | −3    | 3     | 8     | 5     | −1    | −7    | −21   | −31   | −33  |
| Среднее число солнечных часов в месяц                                     | 132,1 | 145,7 | 178,3 | 214,8 | 264,7 | 287,2 | 295,2 | 273,7 | 232,6 | 196,6 | 117,7 | 102,4 | 2440 |
| Среднее число дней с осадками                                             | 12    | 10    | 12    | 12    | 13    | 12    | 10    | 8     | 8     | 9     | 10    | 12    | 128  |
| Норма осадков, мм                                                         | 79    | 62    | 94    | 110   | 121   | 126   | 112   | 81    | 80    | 82    | 88    | 74    | 1108 |
| Источник: Национальное управление океанических и атмосферных исследований |       |       |       |       |       |       |       |       |       |       |       |       |      |

## Население
| Расовый состав                | 2010   | 1990   | 1970   |
| ----------------------------- | ------ | ------ | ------ |
| Белые                         | 61.8 % | 75.8 % | 81.6 % |
| —Не-испанцы                   | 58.6 % | 75.2 % | 80.9 % |
| Афроамериканцы                | 27.5 % | 22.6 % | 18.0 % |
| Латиноамериканцы (любой расы) | 9.4 %  | 1.1 %  | 0.8 %  |
| Азиаты                        | 2.1 %  | 0.9 %  | 0.1 %  |

По данным переписи в 2010 году в Индианаполисе проживало 820 445 человек, имелось 324 342 домохозяйства.
Расовый состав населения:
- Белые — 61,8 %
  - Не-испанцы — 58,6 %
- Афроамериканцы — 27,5 %
- Латиноамериканцы — 9,4 %
  - Мексиканцы — 6,9 %
  - Пуэрториканцы — 0,4 %
  - Кубинцы — 0,1 %
  - Прочие — 2,0 %
- Азиаты — 2,1 %
  - Бирманцы — 0,4 %
  - Индийцы — 0,4 %
  - Китайцы — 0,3 %
  - Филиппинцы — 0,3 %
  - Корейцы — 0,1 %
  - Вьетнамцы — 0,1 %
  - Японцы — 0,1 %
  - Тайцы — 0,1 %
  - Другие азиаты — 0,1 %
- Коренные американцы — 0,3 %
- Многорасовые американцы — 2,8 %

Среднегодовой доход на душу населения — 21 789 долларов США. Средний возраст горожан — 34 года. На 100 женщин приходится 93 мужчины. Уровень преступности очень высок, превышает средний по США в 4 раза (большая часть преступлений совершается в центральных районах с преимущественно чёрным населением).

## Экономика

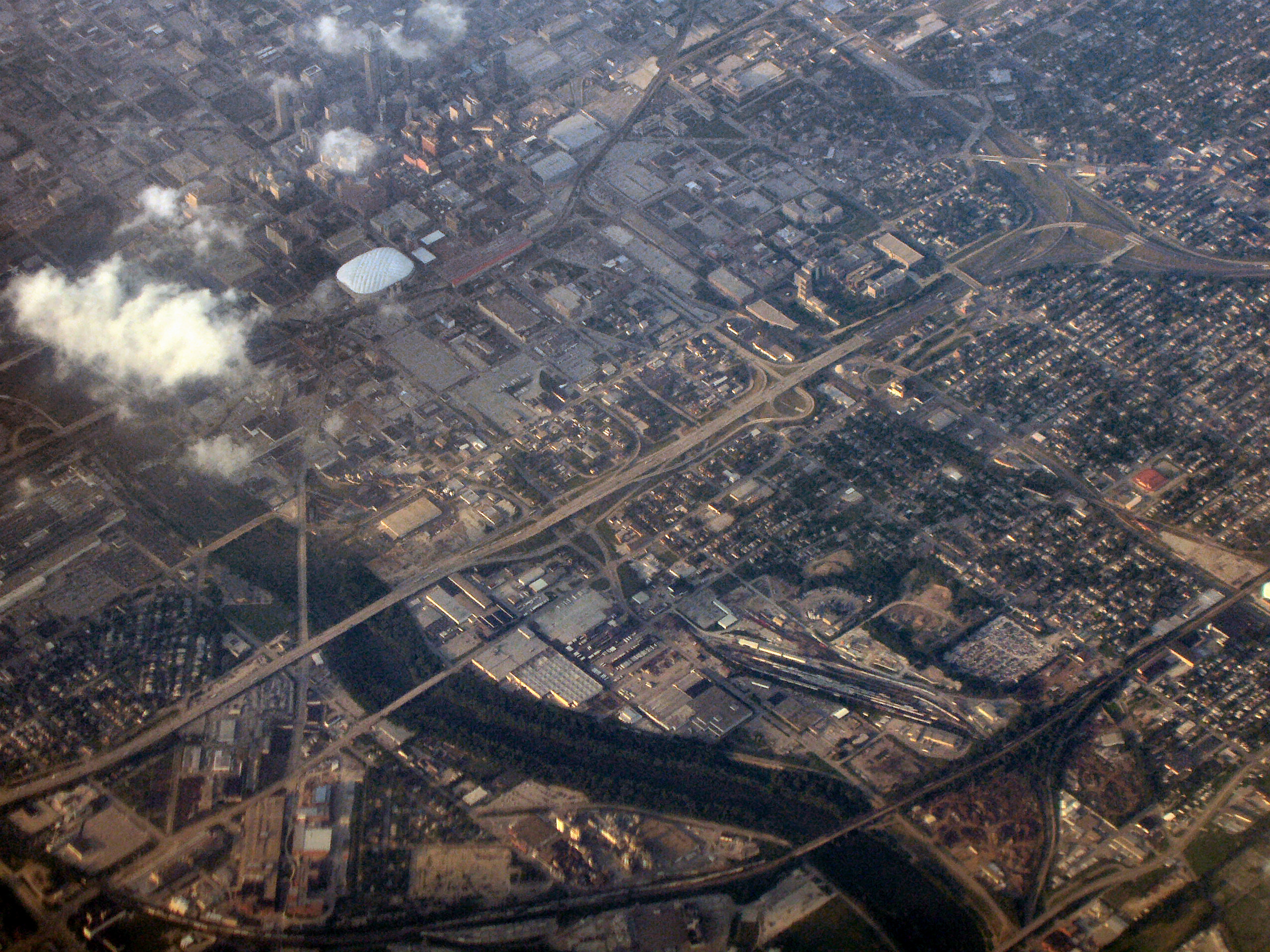
Вид на центр города

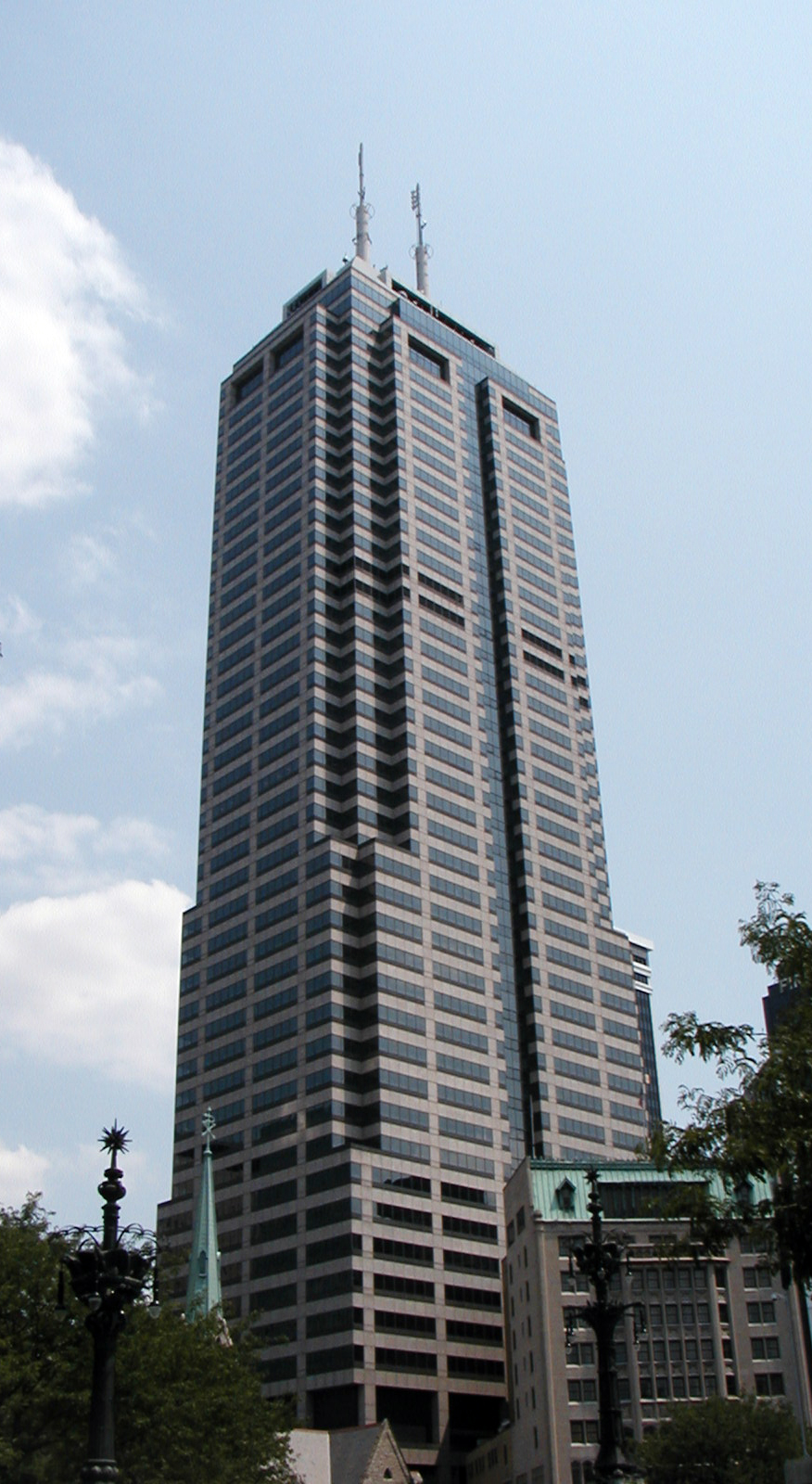
Chase Tower — самое высокое здание Список самых высоких зданий Индианаполиса и Список самых высоких зданий Индианы, 124-е по высоте в США (по состоянию на 2015 год).

В отличие от большинства столиц американских штатов, столица Индианы является её крупнейшим промышленным, торговым и финансовым центром. Представлены самые разные отрасли — машиностроение, цветная металлургия, химико-фармацевтическая (Eli Lilly and Company) и пищевая промышленность, издательское дело и полиграфия. Сектор государственного управления создаёт менее 15 % рабочих мест, что не типично для столичных городов США.

Индианаполис неоднократно отмечался в различных рейтингах бизнес-климата, так, например, в 2010 году город занял 10-е место среди американских городов по привлекательности открытия бизнеса в рейтинге Yahoo Real Estate. Также город является одним из наиболее привлекательных мест в США для вложения средств в покупку недвижимости. Прекрасно развитая инфраструктура способствует привлечению в Индианаполис промышленного производства и логистических компаний. Основным сдерживающим фактором для экономического роста является высокий уровень преступности, но в богатых белых пригородах он мало заметен.
В городе расположена штаб-квартира автотранспортной компании Celadon Group.

## Транспорт
В 11 километрах к юго-западу от центра города расположен Международный аэропорт Индианаполиса (IATA: IND, ICAO: KIND) с ежегодным пассажирооборотом около 7,5 млн человек и грузооборотом 985 тыс. тонн. Рейсы совершаются во все крупнейшие города США, а также в Торонто и Канкун. На территории аэропорта расположен второй по величине сортировочный центр почтовой компании FedEx Express (после Мемфиса, где располагается их штаб-квартира).

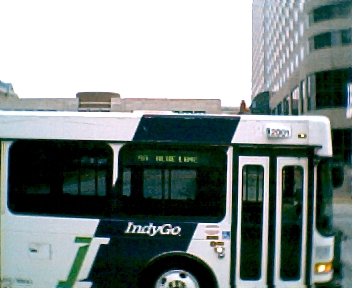
Городской автобус

С железнодорожного вокзала Индианаполиса ежедневно отправляется поезд до Чикаго и трижды в неделю — поезд Вашингтон — Чикаго (через Нью-Йорк и Филадельфию). Рядом с вокзалом находится и автобусная станция компании Greyhound Lines.
Индианаполис является важной точкой пересечения автомобильных дорог, через город проходят межштатные шоссе  I-65,  I-69,  I-70, I-74 и скоростные дороги  US 31,  US 36,  US 40,  US 52.
Общественный транспорт города (управляемый организацией Indianapolis Public Transportation Corporation, или IndyGo) представлен 28 автобусными маршрутами (ежегодный пассажирооборот — около 9 млн человек).

## Образование, культура

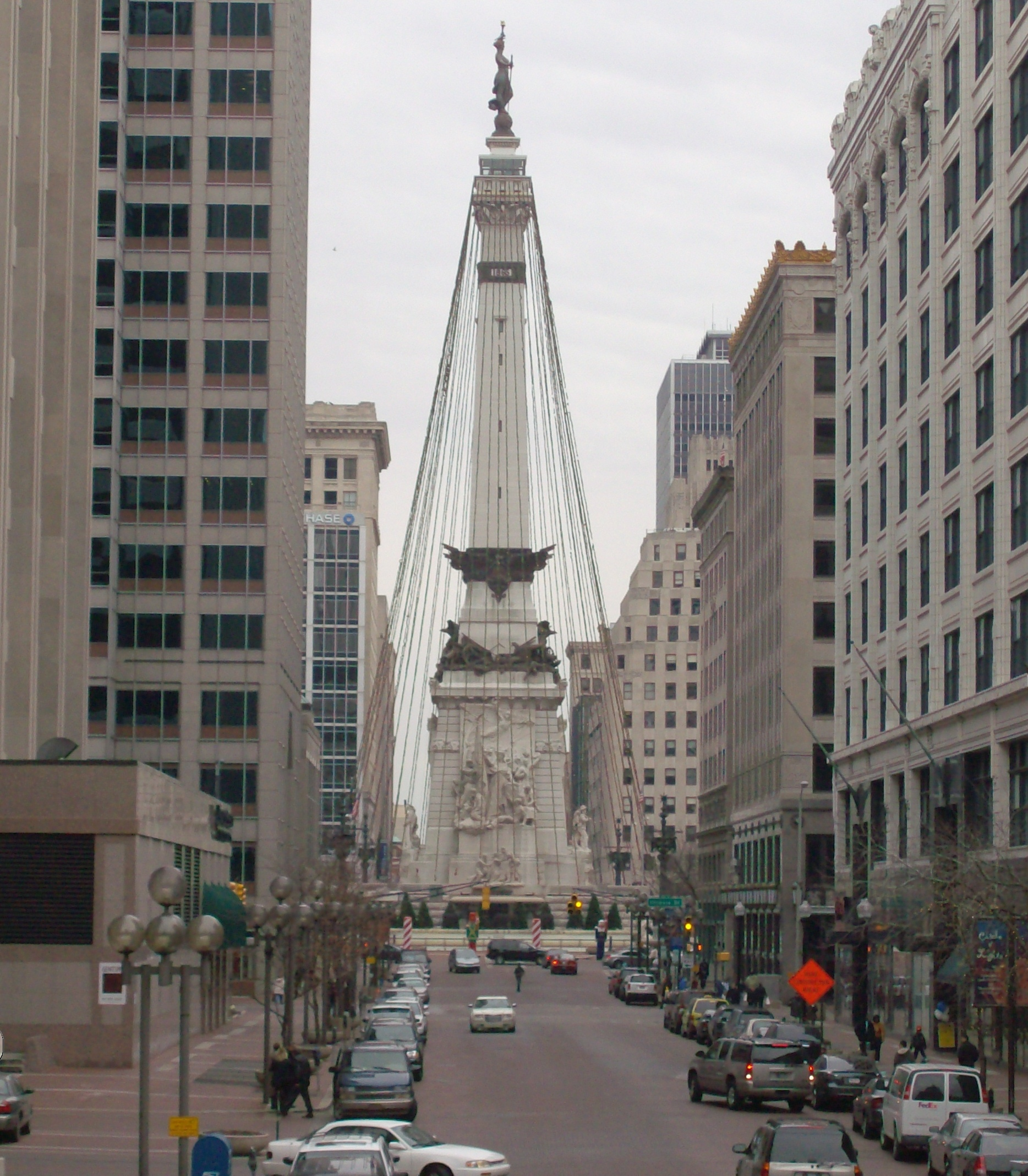
Монумент солдатам и морякам

В Индианаполисе издаются газеты Indianapolis Star и Indianapolis News.
Имеется несколько университетов:
- Indiana University-Purdue University Indianapolis (IUPUI) — совместный кампус Индианского университета (Indiana University) и университета Пердью
- Университет Батлера
- Университет Индианаполиса (University of Indianapolis)

Действует симфонический оркестр Indianapolis Symphony, есть консерватория, опера и балет.
Астероидная программа Индианы — программа (1949—1967) фотографических наблюдений за астероидами. Свёрнута из-за ярких огней городского освещения, мешавших наблюдениям.

## Спорт

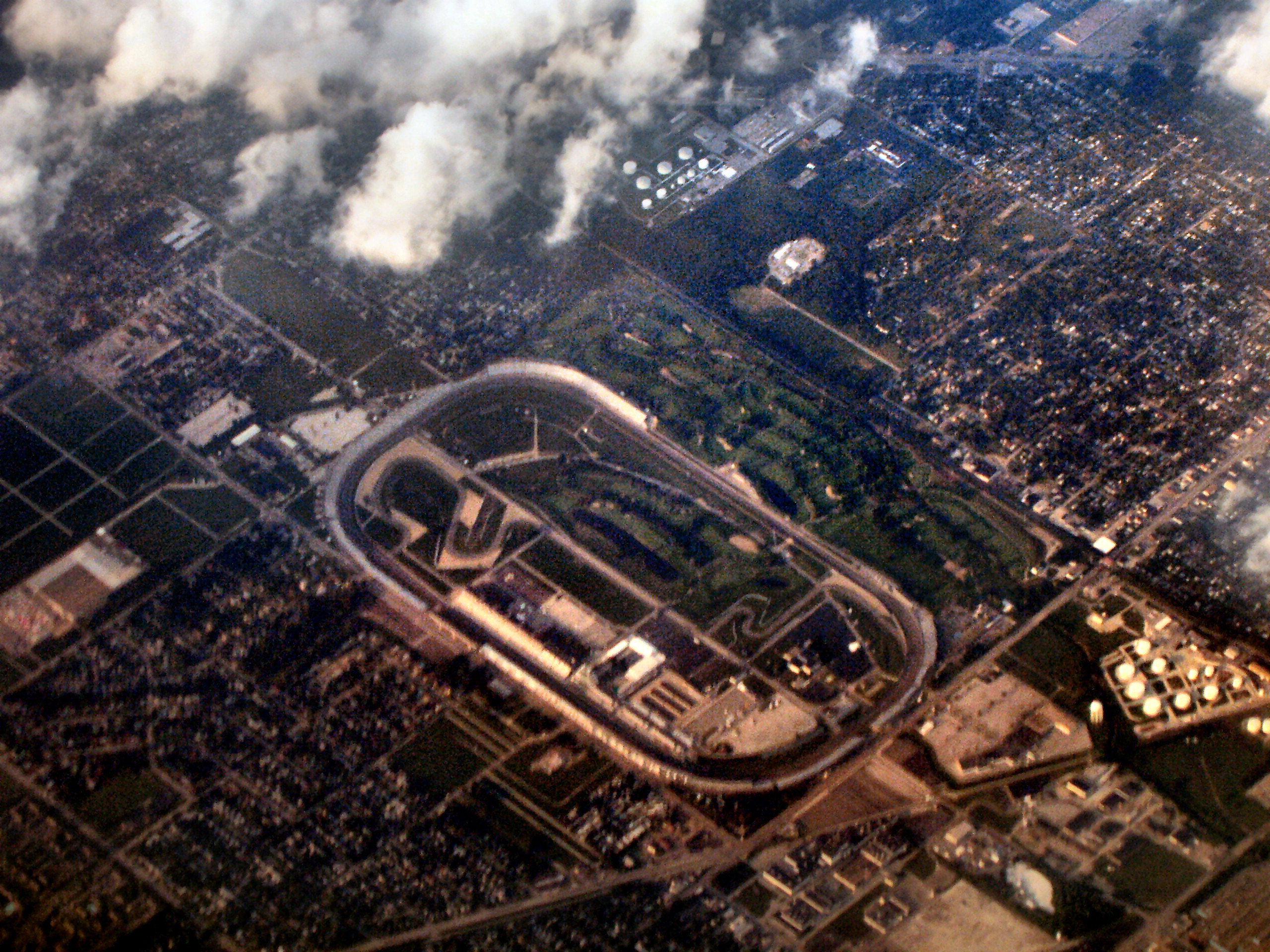
Индианаполис Мотор Спидвей

Проводится ежегодный престижный теннисный турнир из серии «ATP Masters».
Город представлен клубами «Индианаполис Колтс» из НФЛ, «Индиана Пэйсерс» из НБА и «Инди Илевен» Чемпионшипа ЮСЛ.
Также с 1974 по 1979 года в Индианаполисе выступала профессиональная хоккейная команда Индианаполис Рэйсерс, которая играла в ВХА. И именно в этой команде свою профессиональную карьеру начинал легендарный Уэйн Гретцки.
«Индианаполис Мотор Спидвей» — второй по возрасту из действующих автодромов в мире (после Милуокской мили), действует с 1909 года, трибуны вмещают до 400 000 зрителей.
На трассе ежегодно с 1911 года проводится гонка 500 миль Индианаполиса, в разные годы входившая в зачёт различных чемпионатов, в том числе IndyCar и ChampCar. Также с 2000 по 2007 год трасса в Индианаполисе принимала Гран-при США Формулы-1.

## Достопримечательности
- Монумент солдатам и морякам — 86-метровая стела в центре города
- Индианаполис Мотор Спидвей — второй по возрасту из действующих автодромов в мире
- Детский музей Индианаполиса — самый крупный в мире детский музей
- Государственный музей Индианы
- Художественный музей Индианаполиса
- Дом-музей Бенджамина Гаррисона
- Штаб-квартира Американского легиона (ветеранская организация)
- LOVE — скульптура Роберта Индианы

## Города-побратимы
- Китайская Республика: Тайбэй (1978)
- Германия: Кёльн (1988)
- Италия: Монца (1993)
- Словения: Пиран (2001)
- Китай: Ханчжоу (2009)
- Бразилия: Кампинас (2009)
- Великобритания: Нортгемптоншир (2009)
- Индия: Хайдарабад (2010)

### Культура и отдых
- Indianapolis Cultural Tourism Initiative
- Children’s Museum of Indianapolis
- The Indianapolis Museum of Art
- White River State Park
- Indianapolis Music.Net (Not-for-profit website promoting local music)
- FC Indiana (команда Women's Premier Soccer League[англ.])

### Бизнес
- Greater Indianapolis Chamber of Commerce
- Indianapolis Downtown
- Indianapolis Bio-Crossroads Initiative
- Indianapolis FOCUS Initiative
- The Indy Partnership
- IndySiteFinder, city-wide office, industrial and retail property database